# アスランベク・ヴァダロフ
アスランベク・ヴァダロフ（ロシア語: Асламбе́к Илимсулта́нович Вада́лов、Aslambek Vadalov、1972年 - ）は、チェチェン分離主義者の野戦指揮官で、カフカース首長国のアミールを自称しているチェチェン人。

## 経歴
グデルメス地区イシュホイ・ユルト村出身。
第1次チェチェン戦争に従軍。1999年、アミール・ハッターブの部隊に入隊し、チェチェン・イチケリア共和国軍グデルメス戦区司令官に任命された。後に東部戦線副司令官、司令官に任命。
2007年、カフカース首長国の創設を宣言したドク・ウマロフをいち早く支持した。2010年7月末、ウマロフは、自分が死んだ場合の後継者としてヴァダロフを指名し、副アミールに任命した。同年8月1日、分離主義者のWeb「カフカース・センター」は、ヴァダロフが正式にアミールに任命されたと伝えた。しかし翌日の8月2日、ウマロフ自身は、ビデオ・メッセージにおいてこの報道を否定した。なお、2014年3月にウマロフが死去したと報道された際には、アミールはヴァダロフではなくアリアシャブ・ケベコフ（アリ・アブ・モハメド）になった。
2016年11月5日、ISILに合流する為渡航先のトルコで拘束された。